# San Francisco (Bolivariano Angostura)
Pour les articles homonymes, voir San Francisco (homonymie).
San Francisco est l'une des quatre divisions territoriales et statistiques et l'une des trois paroisse civiles de la municipalité de Bolivariano Angostura dans l'État de Bolívar au Venezuela. Sa capitale est San Francisco.

## Géographie

### Démographie
Hormis sa capitale San Francisco, la paroisse civile possède plusieurs localités :
- El Colibrí
- San Francisco